# Species, espècie mortal
Species, espècie mortal (títol original: Species) és una pel·lícula estatunidenca dirigida per Roger Donaldson, estrenada el 1995 i doblada al català.

## Argument
Quan Sil, híbrid humana/extraterrestre d'uns deu anys, s'escapa del lloc on era en observació (els laboratoris del govern estatunidenc a Dugway a Utah), el científic Xavier Fitch contracta un assassí del govern, un mèdium, una biòloga i un antropòleg per trobar-la.
La troben alguns dies més tard, convertida en una jove d'una gran bellesa a Los Angeles i posen al dia amb horror les seves intencions: acoblar-se amb homes que no sospiten res i engendrar així la seva progenitura per destruir la humanitat.

## Repartiment
- Ben Kingsley: Fitch
- Michael Madsen: Preston "Press" Lennox
- Marg Helgenberger: Laura
- Forest Whitaker: Dan Smithson
- Alfred Molina: Stephen Arden
- Natasha Henstridge: Sil
- Michelle Williams: Sil, de jove
- Marg Heldenberger: Laura
- Jordan Lund i Don Fischer: ajudes
- Scott Mckenna: el vagabund
- Whip Hubley: John Carey
- Virginia Morris: la mare

## Al voltant de la pel·lícula
- Aquesta pel·lícula va llançar la carrera a la pantalla gran de Natasha Henstridge (la mutant) que va reprendre el seu paper a Species III i Species IV.
- La mutant va ser creada per Hans Ruedi Giger, pintor i creador suís que també va concebre Alien de Ridley Scott.

## La saga
- Species, espècie mortal (Species) de Roger Donaldson (1995)
- Species 2, espècie mortal 2 (Species II) de Peter Medak (1998)
- Species III de Brad Turner (2004)
- Species IV de Nick Lyon (2007)